# Paysafecard
Paysafecard è un mezzo elettronico di pagamento che funziona secondo il sistema prepaid.

## Storia
Esiste dall'anno 2000 ed è stato il primo mezzo di pagamento online autorizzato secondo le leggi bancarie. La carta viene emessa ed amministrata dalla PrePaid Services Company Limited. L'azienda ha la sua sede principale a Vienna ed è rappresentato tramite punti di vendita fisici in 16 paesi europei (Germania, Austria, Svizzera, Spagna, Portogallo, Paesi Bassi, Belgio, Grecia, Gran Bretagna, Slovenia, Repubblica Ceca, Repubblica Slovacca, Irlanda e Danimarca). Nel frattempo in circa 2.700 Online-Shops in Europa viene accettata la paysafecard come sistema di pagamento. Dall'anno 2006 paysafecard viene sostenuta dal programma di promozione UE e TEN nell'estensione su tutta l'Europa. Dal 30 maggio 2008 l'azienda paysafecard ha una licenza valida in ambito UE per l'emissione di moneta elettronica e viene regolato dal Financial Service Authority britannico. Nel marzo 2009 Paysafecard è stato premiato con il Paybefore Award come miglior metodo di pagamento Prepaid non americano.

## Modalità di funzionamento
L'utente acquista in un punto di vendita (p.e. benzinaio, chiosco, posta, ricevitoria lotto o macchinetta automatica) un credito che gli viene messo a disposizione in forma di un PIN con 16 numeri. Questo PIN viene indicato durante un pagamento in un webshop. Se il credito della paysafecard è esaurito, il rispettivo PIN diventa invalido e l'utente, in caso di bisogno, deve acquistare una nuova paysafecard. Se non ci sono più soldi sulla carta, non si può più spendere. Così si possono controllare autonomamente i costi ovvero controllare anche il comportamento nelle spese dei bambini e adolescenti.
Le carte paysafecard possono essere caricate tramite le convenzionali ricariche prepagate effettuate mediante l’inserimento del numero di carta, data scadenza, CVV e intestatario carta (talvolta potrebbe essere richiesto anche il codice fiscale).

## Estensione geografica
A partire dal 2023 paysafecard sarà emessa in circa 50 Paesi, comprendendo la maggior parte dell'Europa e del Nord America, l'Australia e la Nuova Zelanda e alcuni Paesi dell'Asia occidentale e del Sud America.
I Paesi in cui paysafecard è disponibile includono Argentina, Australia, Austria, Belgio, Bulgaria, Canada, Croazia, Cipro, Repubblica Ceca, Danimarca, Estonia, Finlandia, Francia, Georgia, Germania, Grecia, Ungheria, Islanda, Irlanda, Italia, Kuwait, Lettonia, Liechtenstein, Lituania, Lussemburgo, Malta, Messico, Moldavia, Montenegro, Paesi Bassi, Nuova Zelanda, Norvegia, Paraguay, Perù, Polonia, Portogallo, Romania, Arabia Saudita, Slovacchia, Slovenia, Spagna, Svezia, Svizzera, Turchia, Emirati Arabi Uniti, Regno Unito, Stati Uniti e Uruguay.

## Struttura dei costi
In caso di pagamento con paysafecard non ci sono ulteriori costi per il cliente. Da parte del commercianti non ci sono disagi che dipendono dalla transazione (che dipende dal settore e dal volume della transazione).

## Tariffe
Per la richiesta del credito o visione della transazione nonché emissione della carta non vengono conteggiate tariffe. Inoltre valgono le seguenti tariffe: 5 Euro tariffa di rimborso, 2 Euro/mese tariffa amministrativa (questa vale dopo la decorrenza di 1 anno dopo il pagamento effettuato o dopo la decorrenza del secondo anno della data di produzione stampata sulla carta).

## Limite d'importo
Il limite d'importo per il cliente è di Euro 1.000; si possono acquistare 10 carte tutte insieme in una volta sola.

## Limite d'età
Non viene controllata esplicitamente la maggiore età del cliente. Il commerciante controlla da solo se l'articolo acquistato con limite d'età può essere consegnato al rispettivo cliente. Anche in caso di opposizione all'acquisto tramite del tutore, non è obbligato paysafecard ma il commerciante.

## Garanzia della carta
Una caratteristica particolare che differenzia la carta da altri mezzi di pagamento online è oltre al principio di Prepaid il fatto che non sono necessari i dati personali dell'utente per effettuare un pagamento. La paysafecard costituisce una tutela adeguata contro terzi, perché in caso di abuso andrebbe perso solamente l'importo della carta e non di più. Una paysafecard offre quindi tramite l'inerente procedura Prepaid quasi una tutela completa dalla truffa come furto d'identità o phishing.